# Tomohiro Ishikawa
Tomohiro Ishikawa (jap. 石川 知裕 Ishikawa Tomohiro; * 18. Juni 1973 in Ashoro, Landkreis Ashoro, Hokkaidō) ist ein japanischer Politiker und ehemaliger Abgeordneter im Shūgiin, dem Unterhaus. Dort war er zuletzt fraktionslos. Bis 2010 hatte er der Demokratischen Partei angehört, bis er wegen des Spendenskandals um den ehemaligen Parteivorsitzenden Ichirō Ozawa die Partei verlassen musste.
Ishikawa, Absolvent der Waseda-Universität, arbeitete bereits vor seinem Studienabschluss 1996 im Büro von Ichirō Ozawa und wurde anschließend dessen Sekretär. Bei der Shūgiin-Wahl 2005 kandidierte Ishikawa selbst für die Demokratische Partei, der Ozawa inzwischen angehörte, im 11. Wahlkreis Hokkaidō, unterlag aber Shōichi Nakagawa. Auf der Verhältniswahlliste Hokkaidō der Demokraten belegte Ishikawa den ersten Platz unter den nicht gewählten Kandidaten und wurde 2007 nach dem Rücktritt von Satoshi Arai für die Gouverneurswahl in Hokkaidō als Nachrücker Abgeordneter. 2009 konnte er Nakagawa in seinem Wahlkreis mit rund 30.000 Stimmen schlagen und verteidigte sein Mandat.
Im Januar 2010 wurde Ishikawa zusammen mit zwei weiteren Sekretären Ozawas während des Skandals um einen Landkauf durch Ozawas Unterstützerorganisation Rikuzankai im Zuge der Ermittlungen der Bezirksstaatsanwaltschaft Tokio verhaftet. 400 Millionen Yen, die Ozawa selbst zur Verfügung gestellt hatte und die das Rikuzankai für einen Landkauf in Setagaya verwendete, waren nicht in Ozawas Berichten über politische Gelder verbucht worden, für deren Führung Ishikawa zuständig gewesen war. Die Staatsanwaltschaft vermutete, dass Teile der Summe von einem Bauunternehmen kamen, das sich um eine Ausschreibung des Isawa-Damms in Ozawas Heimatwahlkreis in der Präfektur Iwate bewarb. Im Februar 2010 erklärte die Staatsanwaltschaft, sie werde Ishikawa anklagen. Ishikawa wurde gegen Kaution freigelassen und verließ wenige Wochen später die Fraktion der Demokratischen Partei.
2011 schloss sich Ishikawa der Shintō Daichi an. Für diese verlor er bei der Shūgiin-Wahl 2012 seinen Wahlkreis an Yūko Nakagawa, die Witwe von Shōichi Nakagawa, gewann aber bei der Verhältniswahl in Hokkaidō das einzige Daichi-Mandat. Im Mai 2013 trat er zurück. Als Nachrücker für die Neue Partei Daichi folgte ihm Takako Suzuki.
Bei der Shūgiin-Wahl 2017, als Ishikawas Wahlrecht wegen des Rikuzankai-Skandals noch eingeschränkt war, kandidierte seine Frau Kaori im Wahlkreis 11 für die Konstitutionell-Demokratische Partei und gewann gegen Nakagawa.
2019 kandidierte Ishikawa bei der Gouverneurswahl in Hokkaidō, unterlag aber klar dem von den nationalen Regierungsparteien unterstützten Naomichi Suzuki. 2022 trat er mit KDP-Nominierung in Hokkaidō (3 Sitze) bei der Wahl zum Sangiin, dem nationalen Oberhaus, an, landete aber mit 18,1 % nur auf dem vierten Platz hinter Toshimitsu Funahashi (LDP, 19,1 %) und den beiden Amtsinhabern von LDP und KDP.